# Afeminamiento
Afeminamiento, afeminación, amaneramiento o, coloquialmente en España, pluma, son términos utilizados para describir un patrón de comportamiento social que se define por la presencia de características asociadas al estereotipo del género femenino en una persona del género masculino. El afeminamiento concentra una serie de características de comportamiento social en el que se adopta el comportamiento, el estilo, los roles de género o los manerismos atribuidos socialmente al género femenino.
El afeminamiento de una persona constituye una identidad andrógina en la que son apreciables distintas características psicológicas asociadas al género femenino en la expresión social y cultural de un masculino, contradiciendo distintos espectros de lo que se considera dentro de la naturaleza masculina en la sociedad convencional. Debido a que el establecimiento y la descripción de la naturaleza en el comportamiento y personalidad de lo masculino y lo femenino depende completamente de un punto de vista social, el afeminamiento suele considerarse una inmoralidad dentro de algunas sociedades porque el afeminamiento y la masculinización de una persona transgrede los parámetros de la masculinidad y la feminidad.

## Etimología
Etimológicamente, el término afeminamiento deriva del latín femina, término que significa mujer. Se le llama afeminado a una persona del género masculino que presenta características femeninas en su personalidad o comportamiento.
Otros términos populares de carácter eufemístico que hacen referencia al afeminamiento de un varón (frecuentemente haciendo referencia a la orientación sexual homosexual) incluyen: flamboyant, sissy, pansy, «niña», «mariposa», «flor», queen, «reina» o nelly. En otros aspectos sociales, suelen emplearse diferentes peyorativos para describir las características femeninas en el comportamiento de un varón (en ocasiones relacionando erróneamente el afeminamiento con la orientación sexual homosexual) como: «maricón», «marica», «joto» o «loca».

## Percepción social

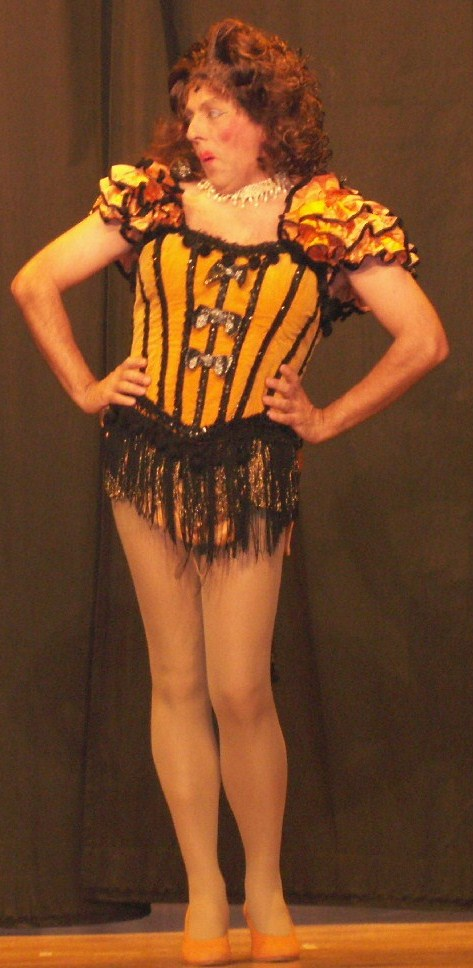
Euan McIver como pantomime dame.

Dentro de la percepción social, el afeminamiento se traduce como el objeto o persona que es femenino en la expectativa de ser masculino, normalmente utilizado con un carácter misógino para clasificar a los masculinos dentro de los parámetros de la masculinidad convencional. Dentro de los parámetros de la feminidad en relación con una identidad masculina, suelen relacionarse tradicionalmente diferentes rasgos como el sobrerrefinamiento, la delicadeza, la gentileza y la compasión (características relacionadas convencionalmente con la naturaleza femenina). La percepción social frecuentemente relaciona la orientación sexual homosexual y la identidad transgénero con el afeminamiento de una persona, asimilando erróneamente que el afeminamiento es un atributo exclusivo de los varones homosexuales (en especial los que se desempeñan en la actividad sexual como agente pasivo) y los transgénero que se identifican como femeninos; comparando el afeminamiento en el LGBT con el comportamiento tradicional en algunas personas de orientación sexual heterosexual e identidad cisgénero.
La definición de lo que constituye lo masculino y lo femenino depende del contexto cultural, así como del contexto histórico. El afeminamiento, dentro de la cultura occidental, normalmente evoca distintos estereotipos relacionados con la homosexualidad (originando una sustitución errónea entre los adjetivos afeminado y gay, en donde se describe lo afeminado como gay). El afeminamiento en otros contextos se interpreta como una incapacidad para el control autoritario (control de la nación, control sobre el pueblo, control sobre la mujer o control familiar) o como una ofensa social frecuentemente interpretada desde puntos de vista religiosos que pretenden el control tradicional de los mecanismos sociales.
Algunos rasgos dentro de la cultura occidental que entran dentro de los rasgos del afeminamiento según la sociedad convencional son:
- Interés en la moda femenina o una adaptación exagerada, ostentosa o magnificada de la moda masculina.[12]
- Diferentes formas de expresión que caracterizan la forma de expresión femenina. Carácter efusivo, refinamiento o aligeramiento en la forma de hablar y énfasis en la expresión y la gesticulación.[13]
- Cross-dressing (utilización de indumentaria socialmente asignada al género femenino).[14]

La estipulación de lo que se considera afeminamiento está sujeta al contexto histórico, ya que lo que en alguna vez fue completamente masculino, hoy no se considera como tal dentro de la sociedad convencional. Artículos originalmente diseñados para resaltar la masculinidad como los zapatos de tacón, hoy se han convertido en elementos puramente femeninos por representar un afeminamiento en la moda masculina actual.

## Historia

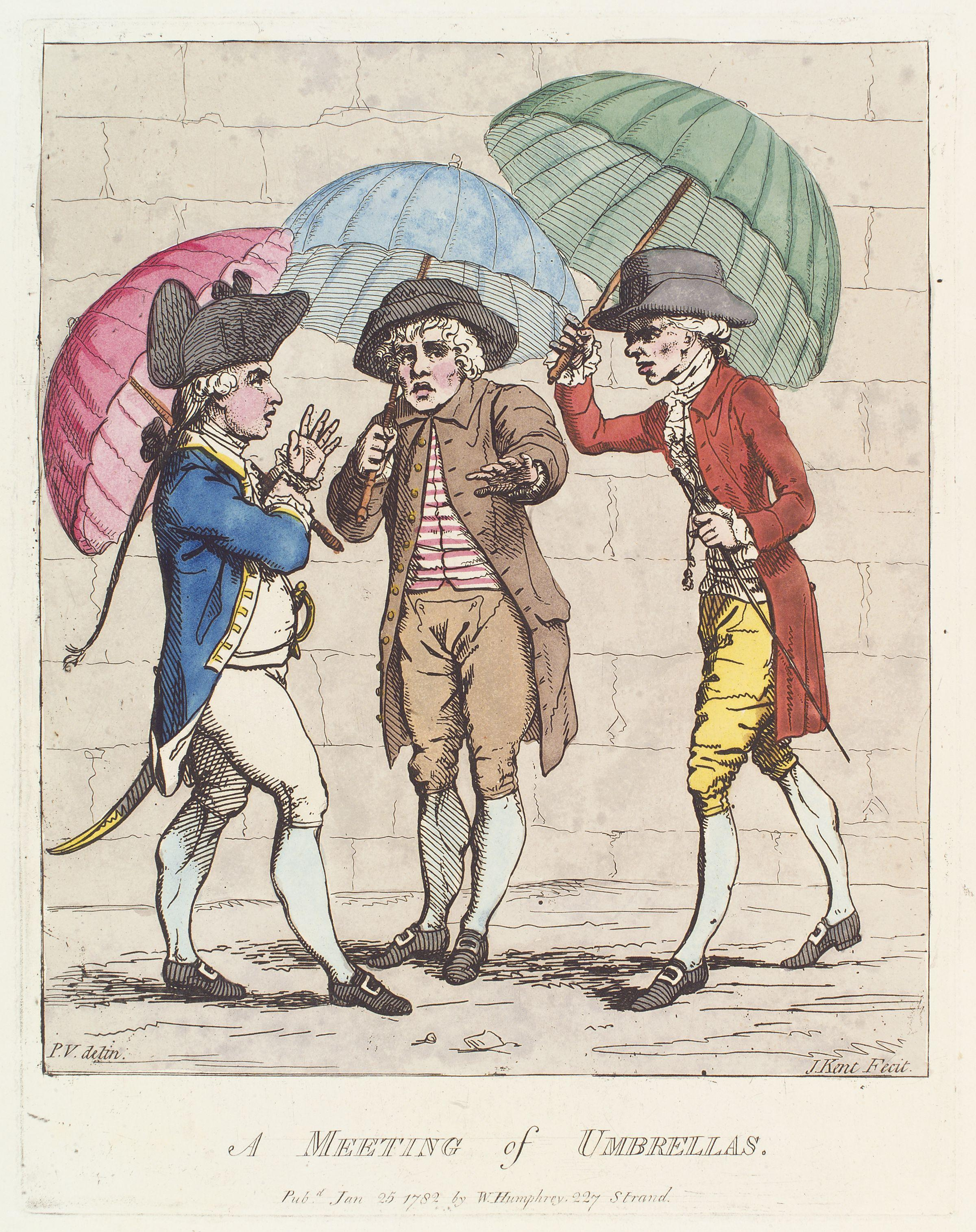
A Meeting of Umbrellas de James Gillray (1782). Muestra un rasgo afeminado de la época: hombres sosteniendo parasoles para darse sombra a sí mismos.

El afeminamiento no tiene un origen histórico específico, ya que se trata de un comportamiento humano. En antiguas civilizaciones de la cultura clásica en Grecia y el Imperio romano solía identificarse al afeminamiento (Malakia: ἀνανδρία anandría) como un signo de debilidad, vulnerabilidad o cobardía que era severamente castigado por no representar las características clásicas de la valentía en un hombre. En diversos escritos bíblicos se retoma el sentido de la palabra malakos como distintos comportamientos moralmente inaceptables que variaban según la interpretación en: afeminamiento, prostitución masculina y sodomía. Otras visiones sociales que veían el afeminamiento en la cultura clásica, era el trato de una persona como mujer (asimilado en la época como una persona constantemente humillada o envuelta en el rol pasivo en la expresión sexual homosexual).
En la visión feudal del afeminamiento resurge un concepto renovado del malakos griego en el que se consideraba una contradicción a la masculinidad la cobardía y el doblegamiento. Asimilándose como afeminamiento a la incapacidad de una persona para controlar su poder autoritario (por ejemplo: un rey incapaz de llevar a cabo sus labores como rey debido a su carácter débil). En el siglo XVII, surge el término de fop y the rake para designar a un hombre sometido por una mujer, indicando que se era incapaz de someter a una mujer e imponer su masculinidad dentro del seno familiar; estableciéndose luego los papeles familiares tradicionales dentro de la etiqueta social para determinar el papel de la figura masculina y la figura femenina en el lecho matrimonial.
En el siglo XVIII, se creía que el afeminamiento era inmoral y antisocial como la masturbación y la sodomía; también era percibido como un atributo de la aristocracia de la época por las excentricidades materiales que rodeaban la vida de la clase acomodada. En el siglo XIX, se magnifica la expresión de distintas identidades transgénero asimiladas en el teatro de variedades. Debido a las anteriores aseveraciones estereotípicas comienza a surgir una relación entre la aristocracia, el buen gusto y el afeminamiento; características cristalizadas en el arquetipo del glamur contemporáneo, el dandy. Debido a los cargos legales contra Oscar Wilde en 1895 de sodomía y comportamiento inaceptable por su homosexualidad y su personalidad de dandy afeminado, nace un sentimiento social que comenzó a relacionar el afeminamiento como atributo de la homosexualidad y como atributo en personas que tienen una inclinación artística (comenzando el estereotipo contemporáneo que relaciona el afeminamiento con la homosexualidad y el gusto artístico).
En una perspectiva actual del afeminamiento, suele asimilarse en aquello que está dedicado a satisfacer o identificarse con las mujeres (ejemplo: los grupos musicales de boy band que hacen música dedicada principalmente a la audiencia femenina). En otra perspectiva similar dentro de lo artístico, suele asociarse con aquello que está diseñado para formar parte de la identidad de la cultura femenina (ejemplo: el arte bishōnen).

## Afeminamiento en la comunidad LGBT
A pesar de que el afeminamiento, ni la masculinización de una persona se relacionan con la orientación sexual, el afeminamiento forma una parte esencial en la identidad de la comunidad LGBT. Existen distintas identidades dentro de la cultura gay que se definen por la presencia del afeminamiento, contrastando con aquellas que se definen por su excesiva masculinidad (ejemplo: osos). Durante la cultura closet, anterior a los disturbios de Stonewall, nacen diferentes respuestas sociales que relacionaban de una manera peyorativa el afeminamiento con la homosexualidad, utilizando distintos términos globales como eufemismo para ambos términos. En el periodo de la cultura closet y el periodo posterior, se hizo énfasis en la estética drag y la estética camp entre la comunidad gay, resurgiendo un tipo de identidad popular.
Se identifica el afeminamiento dentro los patrones del desarrollo de la disforia de género y la identidad transgénero, por marcar el comportamiento femenino (frecuentemente transexual), transgresivo a lo designado a cada género y frecuentemente rodeado de círculos heterosociales.

### Argot gay
Dentro de la identidad gay se enumeran distintos términos del argot popular que hacen referencia al afeminamiento en distintas identidades de la cultura gay. Suelen usarse de una manera genérica distintos términos vulgares que hacen referencia posible tanto al afeminamiento como a la homosexualidad. Algunas identidades gay afeminadas incluyen:
- Swish (traducido del inglés como ‘deslizarse’) es un término de la cultura popular utilizado para describir de una manera despectiva a hombres de carácter afeminado o intereses afeminados (normalmente haciendo referencia al camp) en el periodo de la cultura closet anterior a los disturbios en Stonewall.[7] El término frecuentemente describe hombres con intereses poco acordes al promedio de la población masculina, normalmente fijado en intereses que residen en la exageración, lo ostentoso y lo poco convencional. Suelen asimilarse otros comportamientos dentro del swish como la efusividad en el habla, el caminar sashay y la utilización de pronombres femeninos. El término es frecuentemente sustituido por el término nelly.[6]
- Twinkle toes (traducido del inglés como ‘pies brillantes’) es un término de la cultura popular que describe el afeminamiento dentro de una identidad twink; describiendo una persona homosexual de apariencia neoténica de adolescente con somatotipo ectomorfo y poca cantidad de vello corporal.[17]
- Fairy (traducido del inglés como ‘hada’) describe un masculino joven afeminado o sissy boy.
- Queen (traducido del inglés como ‘reina’) es un término de la cultura popular utilizado para describir a un hombre afeminado de carácter molesto o irritante.[18]

## Afeminamiento y transgénero
La identidad transgénero corresponde a un percepción en la identidad de género, mientras que el afeminamiento y la masculinización solo son un determinado patrón de género. Suele clasificarse al afeminamiento y a la masculinización bajo los parámetros psicológicos de la androginia, la cual es una identidad transgénero por representar una expresión sexual que discorda del género biológico y/o los roles sociales. Algunas identidades que se definen por el afeminamiento son:
- Cross-dressing es un término que define un tipo de comportamiento social en el que se utiliza la indumentaria socialmente asignada al género opuesto.
- Drag queen es un término que define un tipo de elemento dramático en el que un hombre representa una mujer de caricatura, normalmente con fines artísticos y no de identidad de género.
- Travestismo es un término que define un tipo de expresión sexual en el que el individuo se identifica con la forma de vestir del género opuesto, pudiendo estar relacionado con un deseo transgénero.
- Kathoey define a mujeres transgénero en Tailandia.
- Transexualidad es la discordancia entre género biológico e identidad de género en el que la persona desea vivir y ser aceptado como una persona del género opuesto.

## Estéticaflamboyant

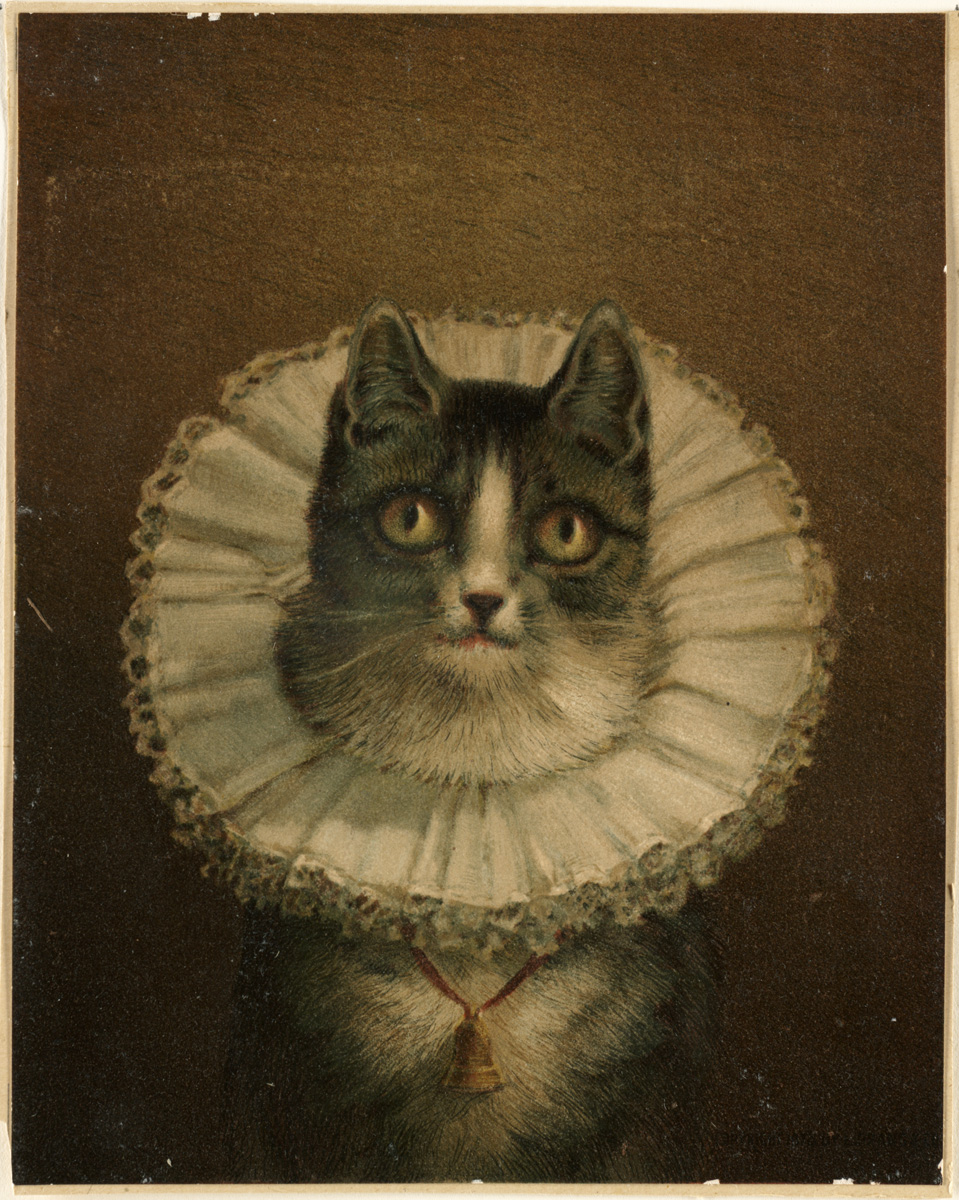
The Widow por Frederick Dielman (c. 1890).

El término flamboyant (traducido del francés como ‘flamígero’ o ‘flamante’) es un término eufemístico para referirse a hombres afeminados. El término también es utilizado dentro del diseño, la arquitectura y la moda para definir aquello que sobrepasa las características tradicionales de la feminidad aplicada al diseño. La estética flamboyant se caracteriza por ser una ostentosa y colorida (en una forma abigarrada del color) adaptación a la camp de otras corrientes artísticas como el rococó, el arte gótico, el gótico flamígero, el neoclasicismo, el romanticismo, el art nouveau, el art déco, el Vanguardismo y el arte pop.
La corriente vanguardista del estilo flamboyant se centra en la estética del chic y el camp, apropiándose características del arte kitsch, por representar una corriente artística de poco valor estético que se crea a partir de elementos de otras corrientes artísticas que sí poseen un grado de valor estético reconocido. Sus características se centran en la utilización de paletas de color contrastantes, elementos exagerados, elementos afeminados o adaptaciones vanguardistas de arte perteneciente a corrientes anteriores. La estética flamboyant suele tener un carácter irónico o humorístico por su estilo alegórico, abigarrado y afeminado que suele hacer humor de estilos artístico-estéticos reconocidos.